# 大麻園町
大麻園町（おおあさそのまち）とは、北海道江別市の町丁。郵便番号は069-0851。人口は1,950人、世帯数は1,056世帯（2023年12月1日現在）。丁目の設定のない単独町名である。住居表示は全域で未実施。

## 地理
大麻園町は函館本線の北西側に位置する地域で、町内の境界線部に2番通や3番通がある。

## 歴史

### 年表
- 1965年（昭和40年）
  - 2月22日 - 「字大麻」の一部が「大麻園町」に町名地番変更[5]。

### 町名の変遷
町名の変遷は以下の通りである。
| 実施後   | 実施年月日    | 実施前（各町名ともその一部） |
| -------- | ------------- | ---------------------------- |
| 大麻園町 | 1965年2月22日 | 字大麻                       |

## 世帯数と人口
2023年（令和5年）12月1日現在の世帯数と人口は以下の通りである。
| 町丁     | 世帯      | 人口    |
| -------- | --------- | ------- |
| 大麻園町 | 1,056世帯 | 1,950人 |
| 計       | 1,056世帯 | 1,950人 |

### 人口の変遷
国勢調査による人口の推移。
| 1995年（平成7年）  | 2,194人 | [ 6 ]  |  |
| 2000年（平成12年） | 2,029人 | [ 7 ]  |  |
| 2005年（平成17年） | 2,076人 | [ 8 ]  |  |
| 2010年（平成22年） | 2,013人 | [ 9 ]  |  |
| 2015年（平成27年） | 1,863人 | [ 10 ] |  |
| 2020年（令和2年）  | 1,855人 | [ 11 ] |  |

### 世帯数の変遷
国勢調査による世帯数の推移。
| 1995年（平成7年）  | 974世帯   | [ 6 ]  |  |
| 2000年（平成12年） | 942世帯   | [ 7 ]  |  |
| 2005年（平成17年） | 1,002世帯 | [ 8 ]  |  |
| 2010年（平成22年） | 981世帯   | [ 9 ]  |  |
| 2015年（平成27年） | 926世帯   | [ 10 ] |  |
| 2020年（令和2年）  | 940世帯   | [ 11 ] |  |

## 小・中学校の通学区
小・中学校の通学区は以下の通り。
| 町丁     | 字・番地 | 小学校       | 中学校       |
| -------- | -------- | ------------ | ------------ |
| 大麻園町 | 全域     | 大麻東小学校 | 大麻東中学校 |

## 施設

### 公園
- そのまち公園（大麻園町35,36）[13]

### 医療・福祉
- 大麻ひかり幼稚園（大麻園町32-1）[14]
- 浦本歯科クリニック（大麻園町25-1）[15]
- そのまち歯科（大麻園町11-30）[16]

### 住宅
- UR都市機構大麻園町団地（大麻園町23,34）[17]

### その他
- 真法寺（大麻園町11-35）[18]

## 交通

### 鉄道
- 鉄道駅は町内には存在しない。最寄り駅は函館本線の大麻駅。
  - 北海道旅客鉄道
    - ■函館本線

### バス
- 町内に ジェイアール北海道バス及び北海道中央バスの路線がある[19]。

### 道路
- 一般国道
  - 町内に一般国道は存在しない[20]。

- 一般道道
  - 北海道道626号東雁来江別線[20]

- 都市計画道路
  - 3・4・323 大麻13丁目通[20][21]
  - 3・4・313 2番通・東雁来江別線[20][21]
  - 3・3・303 3番通[20][21]